# Little Village
Little Village war eine amerikanisch/britische Rockband und der Titel ihrer einzigen CD-Produktion.

## Werdegang
Die Gruppe wurde 1991 von Ry Cooder (Gitarren, Gesang), John Hiatt (Gesang, Gitarre, Klavier), Nick Lowe (Bass) und Jim Keltner (Schlagzeug) gegründet. Sie nahmen mit dem Produzenten Lenny Waronker bei Reprise Records das Album Little Village auf und tourten in den USA und Europa. Ein Konzert dieser Tournee vom April 1992 in Chicago wurde als Doppel-CD von der (auf Livemitschnitte spezialisierten) Plattenfirma The Swingin’ Pig Records unter dem Titel Stage Job veröffentlicht. Die Supergroup hatte jedoch nicht lange Bestand und löste sich 1992 wieder auf.
Mit dem Namen der Band erwiesen die Musiker Sonny Boy Williamson II ihre Reverenz. Sein Stück gleichen Namens war 1969 veröffentlicht worden.

## Diskografie
Sämtliche Kompositionen: Cooder/Hiatt/Keltner/Lowe

### Album
Label: Reprise Records (CD, in Europa auch als LP erschienen)
- Little Village

1. Solar Sex Panel – 3:46
2. The Action – 3:25
3. Inside Job – 4:16
4. Big Love	– 6:25
5. Take Another Look – 3:40
6. Do You Want My Job – 5:36
7. Don’t Go Away Mad – 3:39
8. Fool Who Knows – 3:46
9. She Runs Hot – 3:18
10. Don’t Think About Her When You’re Trying to Drive – 4:32
11. Don’t Bug Me When I’m Working – 3:56

### Singles
- Solar Sex Panel (LP Version) / Do with Me What You Want to Do / Haunted House
- Don’t Go Away Mad / Big Love / Do with Me What You Want to Do
- She Runs Hot (Promo, nur USA)